# Pulau Bidong
Poulo Bidong (malais : Pulau Bidong) est une île d'un kilomètre carré située au large de la côte de Terengganu, en Malaisie dans la mer de Chine méridionale. L'île de Poulo Bidong est accessible à partir de la ville côtière de Marang. 

## Réfugiés vietnamiens
Le 30 avril 1975, la guerre du Vietnam prend fin avec l'évacuation de l'ambassade des États-Unis et la chute de Saigon prise par l'armée populaire vietnamienne. Des centaines de milliers de personnes tentent alors de fuir le régime communiste.
En mai 1975, un premier bateau avec 47 réfugiés arrive en Malaisie. Ces premiers « Boat-people » sont peu nombreux jusqu'en 1978. Poulo Bidong devient un camp de réfugiés le 8 août 1978 avec 121 réfugiés vietnamiens. 600 autres réfugiés débarquent en août. En janvier 1979, il y a 18 000 Vietnamiens sur l'île (pour 4 500 places prévues) et en juin 1979, 40 000 vivent dans une zone plate à peine plus grande qu'un terrain de football.
L'arrivée de nouveaux réfugiés diminue après juin 1979. Le 30 octobre 1991, le camp de Bidong est fermé. 250 000 Vietnamiens ont résidé dans ce camp. 9 000 Vietnamiens ont été rapatriés de force vers le Vietnam entre 1991 et le 28 août 2005.
En 1999, l'île est ouverte au tourisme. Elle a retrouvé sa beauté « immaculée » et de nombreux anciens réfugiés viennent revisiter leur ancienne prison.

## Galerie

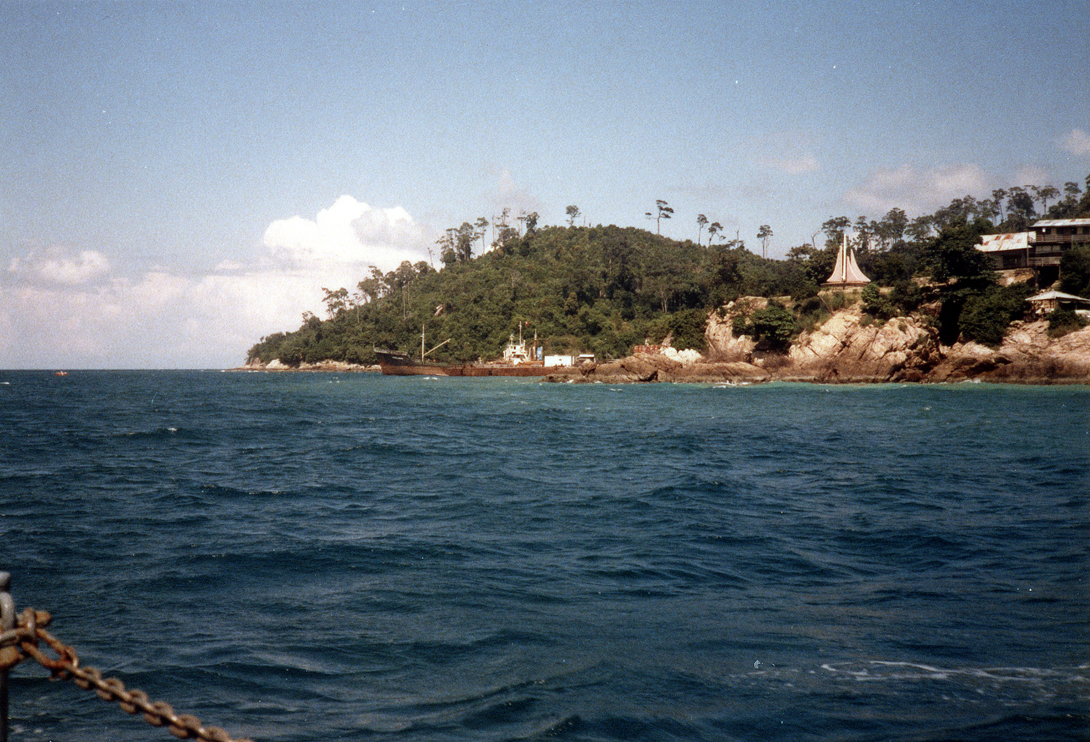
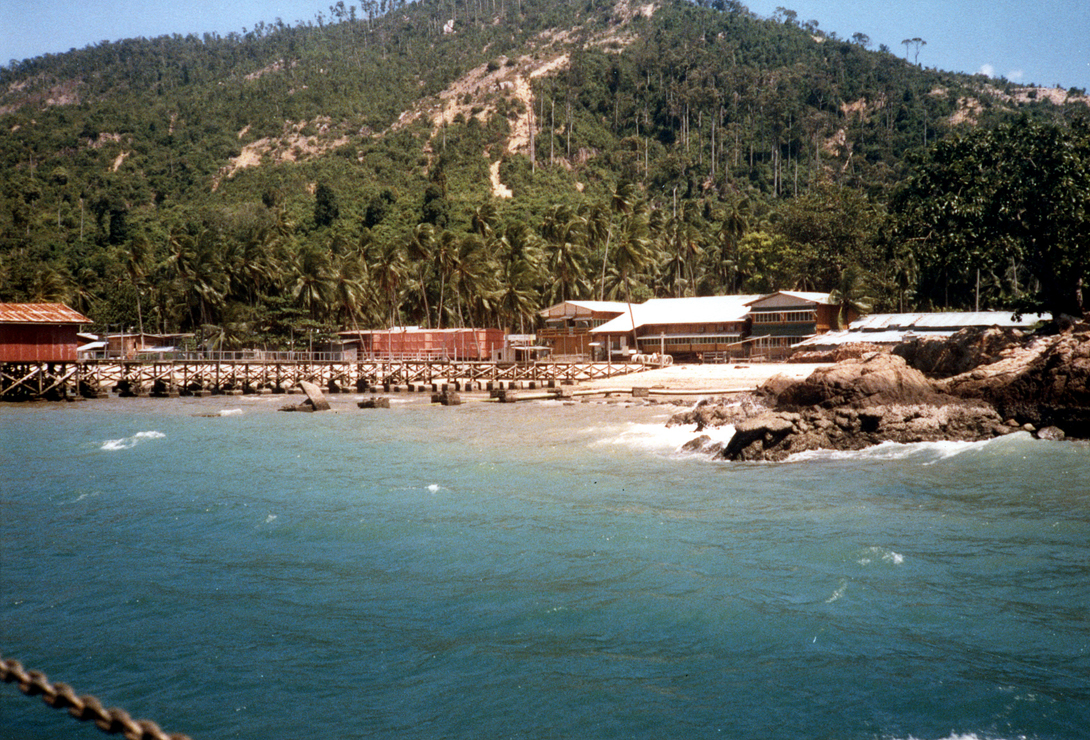
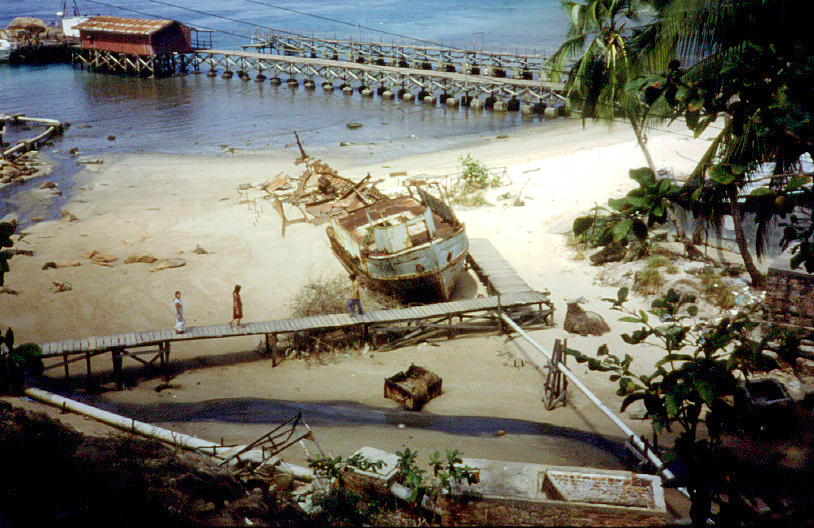
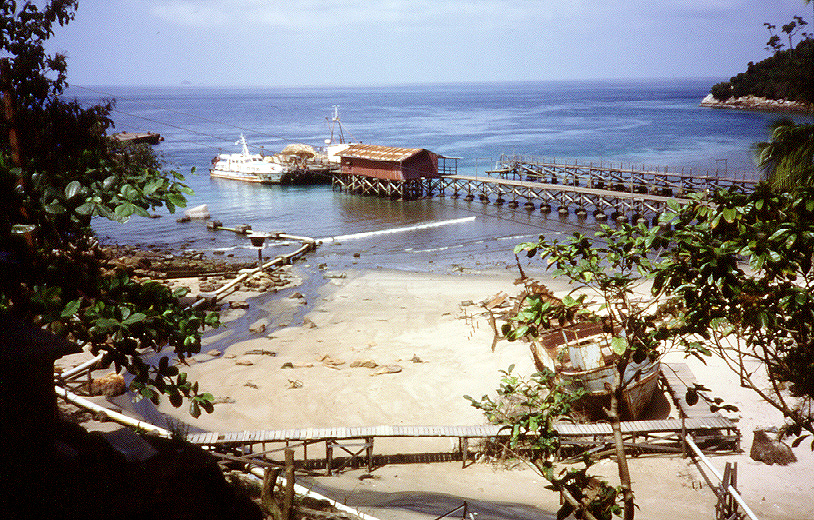
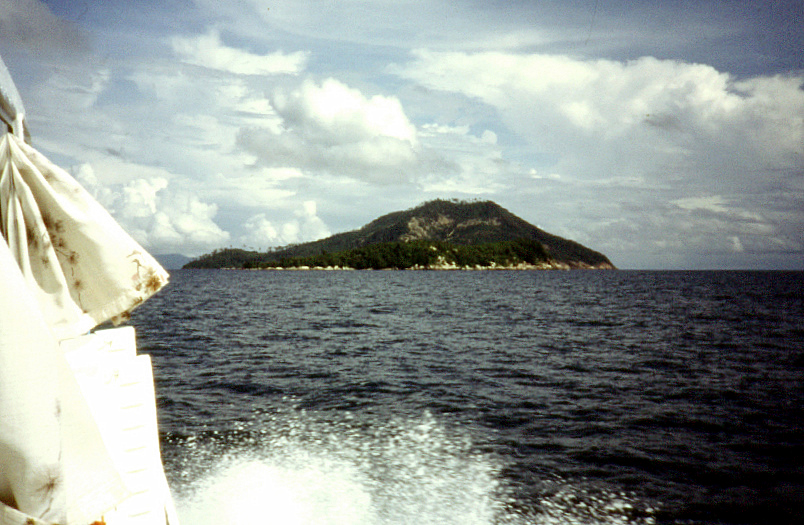